# Edmond de Rothschild Group
Edmond de Rothschild Group — швейцарская финансовая группа, занимается управлением активами, персональным банковским обслуживанием, операциями с недвижимостью.

## История
Банк Compagnie Financière Edmond de Rothschild был основан в 1953 году бароном Эдмоном де Ротшильдом в Париже. В 1965 году был куплен базировавшийся в Женеве Banque Privée, позже переименованный в Edmond de Rothschild (Suisse) SA. В 1968 году было открыто отделение в Люксембурге. В 1969 году был запущен фонд хедж-фондов. В 1992 году был открыто представительство в Гонконге; в 2012 году оно получило статус отделения, но в 2016 году было закрыто.
После смерти Эдмона в 1997 году во главе банка его сменил сын Бенжамен де Ротшильд и его жена Ариан. В 2006 году было создано совместное предприятие с японской компанией Nikko Cordial. В 2015 году Ариан де Ротшильд была назначена генеральным директором Edmond de Rothschild Group. В декабре 2015 года банк заплатил 45 млн долларов Министерству юстиции США за прекращение расследования в отношении открытия счетов для сокрытия доходов граждан США от налогообложения.
С 1987 года акции женевского банка котировались на Швейцарской фондовой бирже, но в 2019 году были полностью выкуплены семьёй Ротшильд; банк Edmond de Rothschild (Suisse) SA был сделан головной организацией группы Edmond de Rothschild. В 2022 году было создано совместное предприятие с лондонским банком Hottinger & Cie по обслуживанию состоятельных частных клиентов.

## Собственники и руководство

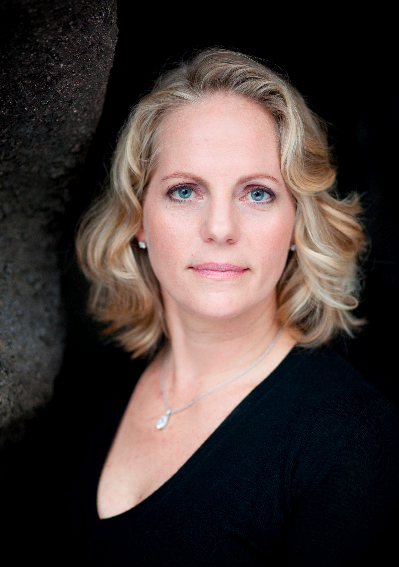
Ариан де Ротшильд

Ариан де Ротшильд (Ariane de Rothschild, род. 14 ноября 1965 года в Сан-Сальвадоре) — председатель совета директоров и главный исполнительный директор с марта 2023 года. Образование — университет Пейс (МДА, финансы, 1990 год). Ранее работала в Société Générale (1988—90, финансовый аналитик) и AIG (1990—95, валютный дилер).

## Деятельность
Активы под управлением по состоянию на конец 2022 года составляли 157,8 млрд швейцарских франков. В списке крупнейших компаний мира по управлению активами за 2022 год Edmond de Rothschild Group заняла 306-е место ($38,9 млрд).

## Дочерние компании
В группу входит большое количество дочерних структур:
- банки — помимо швейцарского банка Edmond de Rothschild (Suisse) имеются филиалы в Люксембурге, Франции и Монако;
- компании по управлению недвижимостью (Франция, Люксембург, Израиль и Гонконг);
- компании по управлению активами (Швейцария, Франция, Люксембург, Великобритания, Гонконг);
- финансовые и брокерские фирмы (Великобритания, Уругвай, Люксембург, Франция, Монако, Германия, Нидерланды, Израиль, Маврикий, острова Кайман).